# Marek Jakubowski
Marek Jakubowski (ur. 29 listopada 1950 w Elblągu) – polski lekkoatleta specjalizujący się w biegach długich. Żołnierz Wojska Polskiego.
Brązowy medalista mistrzostw Polski w 1976 na dystansie 3000 metrów z przeszkodami. Podczas swojej kariery startował także w biegach na dystansie 5000 i 3000 metrów, a także w maratonach. Reprezentował barwy warszawskiej Legii.
Po zakończeniu kariery trener.